# Éire

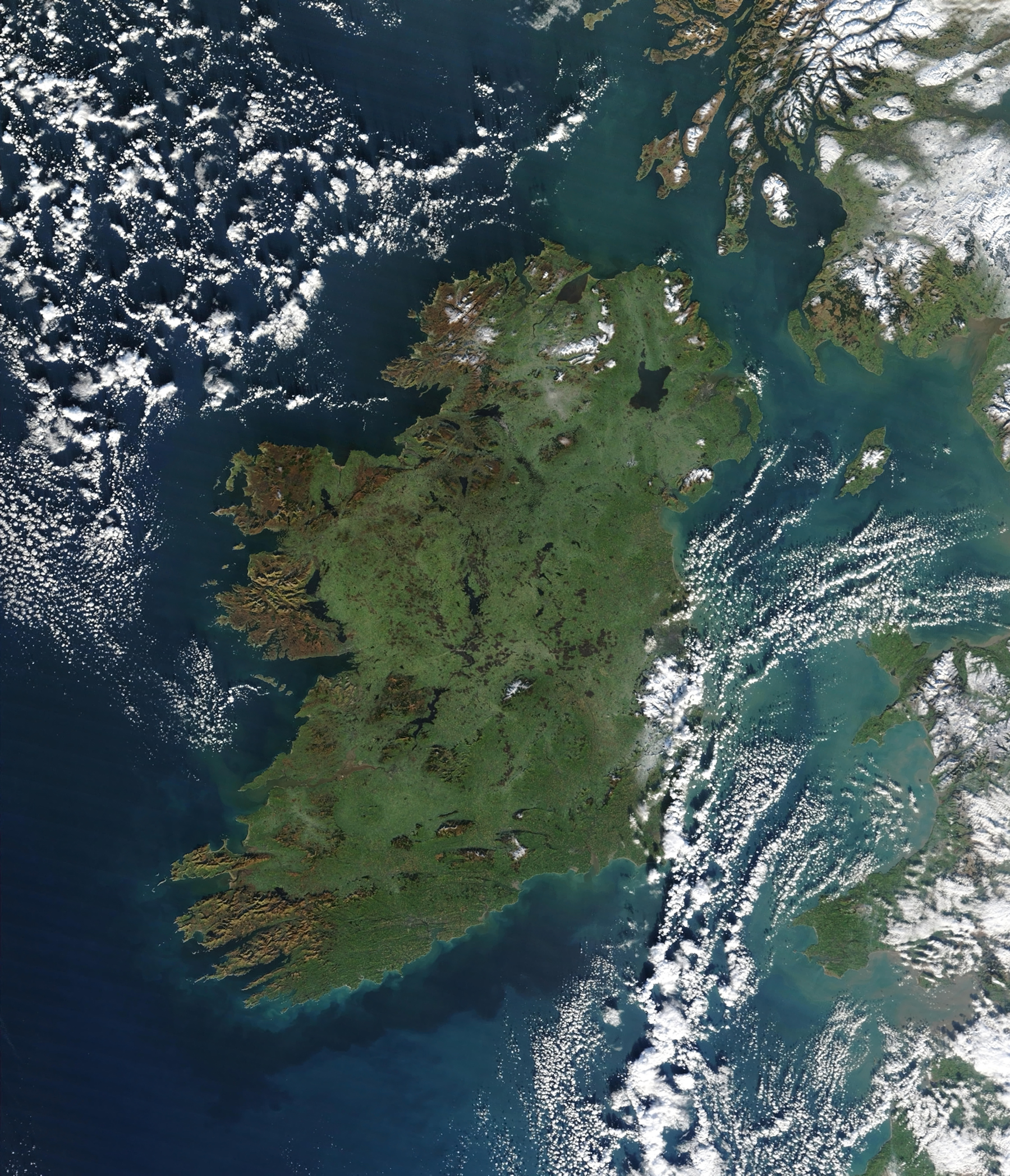
Imagem de satélite em cores reais da Irlanda, conhecida em irlandês como Éire.

Éire (irlandês: [ˈeːɾʲə]) é a palavra irlandesa para "Irlanda", o nome de uma ilha no Atlântico Norte e do estado soberano da República da Irlanda, que governa 84% da massa terrestre da ilha. Esse último é diferente da Irlanda do Norte, que abrange o restante do nordeste da ilha. O mesmo nome também é usado às vezes em inglês (Inglês /ˈɛərə/ AIR-ə).

## Etimologia
O irlandês moderno Éire evoluiu da palavra irlandesa antiga Ériu, que era o nome da Irlanda e de uma deusa gaélica. Em geral, acredita-se que Ériu tenha sido a deusa matriarca da Irlanda, uma deusa da soberania ou simplesmente uma deusa da terra. Ériu foi derivado do irlandês arcaico reconstruído *Īweriū, e também do proto-céltico *Φīwerjon- (nominativo singular Φīwerjū). Isso sugere descendência do proto-indo-europeu *piHwerjon- ("terra fértil" ou "terra abundante"), do adjetivo *piHwer- ("gordo") - cognato com o grego antigo pieria e o sânscrito pīvarī, ("gordo, cheio, abundante"). A forma irlandesa arcaica foi emprestada para o grego antigo. Durante sua exploração do noroeste da Europa (por volta de 320 a.C.), Píteas de Massília chamou a ilha de Ierne (escrito Ἰέρνη). O texto pseudo-aristotélico Do Universo (393b) diz:
Há duas ilhas muito grandes, chamadas de Ilhas Britânicas, Albion e Ierne. (atuais Grã-Bretanha e Irlanda)Original (em grego): Ἐν τούτῳ γε μὴν νῆσοι μέγισται τυγχάνουσιν οὖσαι δύο, Βρεττανικαὶ λεγόμεναι, Ἀλβίων καὶ Ἰέρνη.— Desconhecido (em grego)
Em seu livro Geographia (por volta de 150 d.C.), Claudius Ptolemaeus chamou a ilha de Iouernia (escrito Ἰουερνία; ou representado por /w/) e nomeou um grupo tribal chamado Ἰούερνοι, Iouernoi ou Ivernos, que vivia no sudoeste. Essa palavra foi emprestada para o latim como Hibernia.
A evolução da palavra se daria da seguinte forma:
- Proto-céltico  *Φīwerjon- (nominativo singular *Φīwerjū)
  - Irlandês arcaico  *Īweriū
    - Irlandês antigo Ériu
      - Irlandês moderno Éire

Uma forma de derivação em irlandês antigo desse nome de lugar era íriu, que significa "terra". Na mitologia irlandesa, Íth é o primeiro dos Milesianos (irlandeses) a ver a Irlanda a partir da Península Ibérica. Mais tarde, ele é o primeiro a desembarcar e elogia a abundância da ilha, dizendo aos Tuatha Dé Danann: "Vocês moram em uma boa terra. Abundantes são seu mastro, mel, trigo e peixes".
Uma proposta do século XIX, que não segue os padrões modernos de etimologia, deriva o nome do gaélico escocês: ì (ilha) + thiar (oeste) + fónn (terra), que juntos dão ì-iar-fhónn, ou "ilha do oeste". A etimologia falha porque tiar (a forma histórica) não tem formas *téir que permitiriam o desenvolvimento do *é de Éire. Além disso, o irlandês antigo í ("ilha") foi um empréstimo tardio do nórdico antigo ey ("ilha") e, portanto, não existia na Irlanda pré-histórica.

### Diferença entreÉireeErin
Enquanto Éire é simplesmente o nome da ilha da Irlanda no idioma irlandês, e às vezes usado em inglês, Erin é um nome poético comum para a Irlanda, como em Erin go bragh. A distinção entre os dois é uma das diferenças entre os casos dos substantivos em irlandês. Éire é o caso nominativo, o caso usado para substantivos que são o sujeito de uma frase, ou seja, o substantivo que está fazendo algo, bem como o objeto direto de uma frase. Erin deriva de Éirinn, o caso dativo irlandês de Éire, que substituiu o caso nominativo no irlandês Déise e em alguns subdialetos não padronizados em outros lugares, no gaélico escocês (onde a palavra comum para Irlanda é Èirinn) e no manês (como o irlandês e o gaélico escocês, uma língua celta goidélica), onde a palavra é escrita "Nerin", com o n- inicial provavelmente representando uma fossilização da preposição in/an "in" (cf. irlandês in Éirinn, escocês an Èirinn/ann an Èirinn "na Irlanda"). O caso genitivo, Éireann (por exemplo, stair na hÉireann "a história da Irlanda"), é encontrado nas formas gaélicas dos títulos de empresas e instituições na Irlanda, por exemplo, Iarnród Éireann (Ferrovia Irlandesa), Dáil Éireann (Parlamento Irlandês), Poblacht na hÉireann (República da Irlanda) ou Tuaisceart Éireann (Irlanda do Norte).

## Como nome de Estado
O artigo 4 da Constituição irlandesa, adotado em 1937 pelo governo de Éamon de Valera, declara que "Éire é o nome do estado ou, em inglês, Ireland". O preâmbulo em inglês da Constituição também descreve a população como "We, the people of Éire" (Nós, o povo de Éire). Apesar do fato de o Artigo 8 ter designado o irlandês como o idioma "nacional" e "primeiro oficial", o Éire, até certo ponto, deixou de fazer parte das conversas e da literatura cotidianas, e o estado é chamado de Ireland ou seu equivalente em todos os outros idiomas. O nome "Éire" é usado nos selos postais irlandeses desde 1922, em todas as moedas irlandesas (incluindo as moedas de euro irlandesas) e com "Ireland" nos passaportes e outros documentos oficiais do Estado emitidos desde 1937. "Éire" é usado no selo presidencial da Irlanda.
Inicialmente, após 1937, o Reino Unido insistiu em usar apenas o nome "Eire" e se recusou a aceitar o nome "Irlanda", adotando o Eire (Confirmation of Agreements) Act de 1938, que estabeleceu essa posição em lei. Nos Jogos Olímpicos de Verão de 1948, em Londres, os organizadores insistiram que a equipe irlandesa marchasse sob a bandeira "Eire", apesar de todas as outras equipes estarem marchando de acordo com seu nome em inglês. O governo do Reino Unido geralmente evitava qualquer referência à "Ireland" em ligação com o estado e usava o que o senador Thomas O'Connell descreveu como "títulos zombeteiros como Eirish". No entanto, o termo "Eirish" também era usado por alguns escritores nos EUA, que se referiam ao "povo Eirish". Usando a forma genitiva Éireann como adjetivo, a mídia do Reino Unido se referia aos "Ministros Eireann" e ao "Exército Eireann". Foi somente após o Acordo de Belfast de 1998 que o governo do Reino Unido aceitou o nome "Ireland" como preferencial, ao mesmo tempo em que a República da Irlanda retirou sua reivindicação territorial sobre a Irlanda do Norte.
Antes da Constituição de 1937, "Saorstát Éireann" (o nome irlandês do Estado Livre da Irlanda) era geralmente usado.
Durante a Emergência (como era conhecida a Segunda Guerra Mundial), os navios irlandeses tinham "EIRE" (e o tricolor irlandês) pintado em grandes dimensões em suas laterais e convés, para identificá-los como neutros.
No caso Sinn Féin Funds de 1947, um corréu foi citado como "O Procurador Geral de Eire" nos casos da Suprema e da Alta Corte, e houve casos semelhantes em que "Eire" foi usado no final da década de 1940 como referência do estado em inglês.

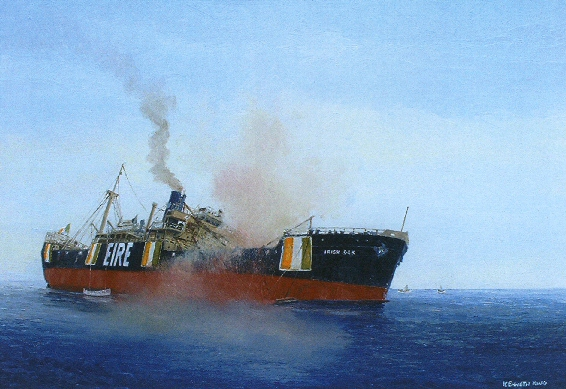
Irish Oak torpedeado no meio do Atlântico, óleo de Kenneth King, mostrando "EIRE" em destaque. (Museu Marítimo Nacional da Irlanda)

De 1922 a 1938, a placa internacional dos carros irlandeses era "SE". De 1938 a 1962, ela foi marcada como "EIR", abreviação de Éire. Bernard Commons, um TD do Clann na Talmhan (partido político), sugeriu ao Dáil em 1950 que o governo examinasse "a placa de identificação de turistas com as letras EIR [...]  para adotar letras de identificação mais prontamente associadas a este país pelos estrangeiros". A sigla "EIR" foi indicada nos Regulamentos de Tráfego Rodoviário (Riscos de Terceiros) (Motoristas Visitantes) de 1952 e 1958. A Ordem de Veículos de Propulsão Mecânica (Circulação Internacional) de 1961 especificava EIR, mas também permitia IRL e, em 1962, a sigla "IRL" foi adotada.
Conforme a Convenção de 1947, as aeronaves registradas na Irlanda têm uma marca de registro que começa com "EI" para Éire.
A partir de janeiro de 2007, as placas de identificação do governo irlandês nas reuniões da União Europeia passaram a conter Éire e Ireland, após a adoção do irlandês como um idioma de trabalho da União Europeia.

## GrafiaEireem vez deÉire
Em 1938, o governo britânico estabeleceu no Eire (Confirmation of Agreements) Act 1938 que a legislação britânica passaria a se referir ao Estado Livre Irlandês como "Eire" (mas não como "Ireland"). Isso foi alterado pelo Ireland Act de 1949, em que o nome do estado na lei inglesa foi alterado para "Republic of Ireland" (República da Irlanda). A lei de 1938 foi revogada em 1981 e, em 1996, um jornalista britânico descreveu o Eire como "agora uma esquisitice raramente usada, uma referência desatualizada".
Na Irlanda, entretanto, a grafia "Eire" era incorreta. Quando os textos em irlandês eram impressos em gaélico, as letras maiúsculas e minúsculas eram impressas com diacríticos. A partir do final da década de 1940, em conjunto com outras reformas, a impressão passou a ser feita com o mesmo alfabeto latino usado no inglês. Havia alguma incerteza se o síneadh fada (acento agudo) deveria ser escrito em letras maiúsculas. Embora tenha sido preservado em textos totalmente em irlandês, era frequentemente omitido quando pequenos fragmentos de irlandês apareciam sozinhos ou em textos em inglês. Em 1974, Noel Davern perguntou no Dáil por que os selos irlandeses tinham EIRE em vez de ÉIRE. A resposta do Ministro dos Correios e Telégrafos foi:

O acento foi omitido na maioria dos selos irlandeses emitidos nos últimos dez anos, no interesse do equilíbrio artístico e de acordo com uma prática comum na impressão do irlandês em escrita romana para fins de exibição. Essa é uma convenção tipográfica predominante e é comum a vários idiomas europeus, inclusive o francês.
Davern considerava EIRE pior do que um erro de ortografia, porque eire é uma palavra por si só, significando "um fardo, carga ou ônus". O ministro declarou: "A palavra no selo... não significa 'eire' e não é entendida como significando 'eire' por ninguém, exceto Davern". Mais tarde, os selos usaram um tipo gaélico com o acento preservado.
A língua inglesa raramente usa diacríticos para palavras em inglês e frequentemente os omite de palavras emprestadas escritas de qualquer idioma de origem. O acento agudo é frequentemente omitido quando ÉIRE é escrito em inglês - nesse contexto, a omissão ou a expressão é considerada pelos falantes de inglês que não falam irlandês como uma variação insignificante, refletindo duas grafias aceitas sem maiores implicações, da mesma forma que Mexico e México são vistos como sendo a mesma coisa no idioma. Mas para um falante de irlandês, o diacrítico altera a pronúncia.

## Outros usos
Éire foi incorporado aos nomes de entidades comerciais e sociais irlandesas, como Eir (anteriormente Eircom e Telecom Éireann) e sua antiga rede de telefonia móvel, Eircell. O sistema de código postal da Irlanda é conhecido como Eircode. Em 2006, a rede elétrica irlandesa foi transferida para a EirGrid. A empresa "BetEire Flow" (eFlow), cujo nome é um trocadilho com "better" (melhor), é um consórcio francês que opera o sistema de pedágio eletrônico na ponte West-Link, a oeste de Dublin. De acordo com o Departamento de Registro de Empresas de Dublin em 2008, mais de 500 nomes de empresas incorporam a palavra Éire de alguma forma.